# David Engels
David Engels (Verviers, 27 augustus 1979) is een Belgisch historicus, onderzoeksprofessor aan het Instytut Zachodni in Poznań en professor aan het Institut Catholique de Vendée in La Roche-sur-Yon.

## Biografie
Engels is afkomstig uit de Duitstalige Gemeenschap. Hij studeerde van 1997 tot 2002 geschiedenis, filosofie en economische wetenschappen aan de Rheinisch-Westfälische Technische Hochschule (RWTH) in Aken. Met de steun van een studiebeurs van de Studienstiftung des deutschen Volkes leverde Engels in 2005 een proefschrift af over de waarzeggerij in het Romeinse Rijk getiteld Das römische Vorzeichenwesen (753–27 v.Chr.), Quellen, Terminologie, Kommentar, historische Entwicklung. Hij verdedigde het proefschrift in 2006 en in 2007 werd het uitgegeven. In 2005 werd Engels assistent aan de leerstoel Oude Geschiedenis van de RWTH. In 2008 kreeg hij de leerstoel Romeinse Geschiedenis aan de Université libre de Bruxelles (ULB) aangeboden.
In 2009 werd Engels redacteur van het onderdeel Romeinse Geschiedenis van het tijdschrift Latomus. Later werd hij er hoofdredacteur van. Tussen 2012 en 2017 was hij directeur-generaal van de Société d'études latines de Bruxelles, het instituut dat het tijdschrift uitgeeft. Sinds 2018 is Engels onderzoeksprofessor aan het Instytut Zachodni in Polen en sinds 2024 professor aan het Institut Catholique de Vendée in Frankrijk.
Hij is lid van K.A.V. Lovania Leuven.

### Universitair onderzoek
Engels heeft zich gespecialiseerd in de geschiedenis van de Romeinse religie en de instituties ten tijde van het Seleucidische Rijk. Hij is ook geïnteresseerd in de geschiedenis van de kijk op de oudheid en in de geschiedfilosofie. Sinds 2007 leidde Engels verschillende onderzoeksprojecten waaruit steeds interdisciplinaire publicaties voortkwamen.
Met Carla Nicolaye leidde hij een project over de culturele symboliek van de bij in de oudheid. Het resulteerde in 2008 in de publicatie Ille operum custos, Kulturgeschichtliche Beiträge zur antiken Bienensymbolik und ihrer Rezeption. Engels startte in 2008 ook een project met Lioba Geis en Michael Kleu. Het resulteerde in 2010 in de publicatie Zwischen Ideal und Wirklichkeit, Herrschaft auf Sizilien von der Antike bis zur Frühen Neuzeit. In 2009 overzag hij aan de ULB, samen met Didier Martens en Alexis Wilkin, een onderzoeksproject gewijd aan het cultuurhistorisch fenomeen van de vernietiging. Het eindigde in 2013 met de publicatie van de bijdragen van alle onderzoeksleden in La destruction dans l'histoire, Pratiques et discours.
Eind 2010 werd de eerste Belgian Workshop in Ancient History georganiseerd over de concurrentie tussen de verschillende religies in de oudheid. Engels publiceerde samen met Peter Van Nuffelen in 2014 de gezamenlijke conferentiebijdragen. In 2015 publiceerde Engels een publicatie over de geschiedfilosofie met de naam Von Platon bis Fukuyama, volgend op een reeks conferenties die hij aan de ULB organiseerde. Engels heeft ook interesse in regionale geschiedenis. In 2015 gaf hij, samen met Carlo Lejeune, de geschiedenis van de Duitstalige Gemeenschap in België (van de oudheid tot de middeleeuwen), Grenzerfahrungen, heruit. In 2017 publiceerde Engels in de serie Studia Hellenistica de resultaten van zijn eerdere onderzoek naar het Seleucidische Rijk onder de titel Benefactors, Kings, Rulers. De essaybundel Rome and the Seleukid East uit 2019, door Engels samen met Altay Coşkun uitgegeven, is hiermee thematisch verwant.

### Engels in de media
Engels schrijft regelmatig bijdragen over de Europese actualiteit in de Franstalige en Duitstalige pers. Zijn stukken verschijnen onder meer in Atlantico, Le Vif/L'Express, Cicero, Cato en Tagespost.
In 2013 publiceerde Engels een cultuurkritische monografie over de huidige identiteitscrisis van de Europese Unie, geworteld in de historisch-filosofische traditie van Oswald Spengler en Arnold J. Toynbee en gericht op een breed publiek. De monografie draagt de titel Le déclin. Aan de hand van twaalf indicatoren vergelijkt Engels verschillende aspecten van de identiteitsconstructie van de Europese Unie met de crisissymptomen van de ondergaande Romeinse Republiek. In 2014 gaf Europa Verlag Berlin een aanzienlijk uitgebreide door Engels in het Duits vertaalde versie van de monografie in boekvorm uit. Het boek heet Auf dem Weg ins Imperium en werd door de Süddeutsche Zeitung en de Norddeutscher Rundfunk tot het beste non-fictieboek van september 2014 uitgeroepen. In 2017 werd het boek in het Kroatisch en Hongaars vertaald. In 2020 verscheen het in het Nederlands onder de titel Op weg naar het Imperium. Sinds 2013 geeft Engels ook voordrachten voor verschillende maatschappelijke, wetenschappelijke en politieke instanties waaronder de Europese sociaaldemocraten en de Europese Volkspartij.
Engels' interesse in Oswald Spengler resulteerde in de publicatie van een essaybundel, samen met Max Otte en Michael Thöndl, ter gelegenheid van de honderdste verjaardag van de eerste publicatie van De ondergang van het Avondland. Met de opbrengst van de publicatie werd door Engels, Otte en Thöndl in 2017 "The Oswald Spengler Society" opgericht. Engels is voorzitter van de vereniging. De vereniging kreeg naambekendheid na het toekennen van de Spengler-prijs in 2018 aan de Franse romanschrijver Michel Houellebecq en het publiceren van de voordrachten die bij de overhandiging werden uitgesproken.

## Politiek
In 2017 ondertekende Engels de Verklaring van Parijs, een oproep voor een ander Europa.
Sinds 2018 is Engels vrijgesteld van zijn taken aan de ULB, om als onderzoeksprofessor aan het Instytut Zachodni te Poznań in Polen aan de slag te gaan. Hij is er verantwoordelijk voor het onderzoek naar de ideeëngeschiedenis van het Avondland, de Europese identiteit en de relatie tussen Polen en West-Europa. In die hoedanigheid publiceerde Engels de essaybundel Renovatio Europae. Hij gebruikt er voor het eerst de term 'Hespérialisme'. De term is afgeleid van een Griekse term voor het uiterste westen van de gekende wereld. Engels wil met de term een patriottisch engagement voor een verenigd Europa, niet gebaseerd op universalistische maar op conservatieve waarden, tegenover het 'Europeanisme' stellen, de onkritische houding met betrekking tot de huidige Europese Unie.
Enkele weken na Renovatio Europae bracht Engels Que Faire uit. Het is in het Frans geschreven en de titel is naar Nikolaj Tsjernysjevski's boek Wat te doen ?. Engels diagnosticeert in het boek op systematische wijze de ondergang van Europa. Renovatio Europae schetst een politiek of collectief antwoord op het probleem. Que Faire biedt het individu dat Europa en haar geschiedenis, erfgoed en tradities liefheeft een manier om met het probleem om te gaan.
In 2020 schreef Engels op vraag van een conservatieve Poolse vereniging van kunstenaars en wetenschappers een preambule voor een nieuwe Europese grondwet.